# Sazanda

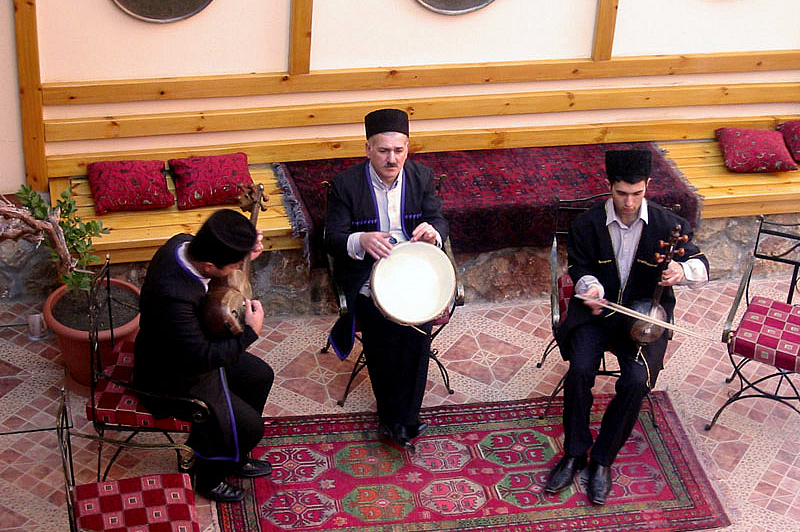
Trio di sazanda

Un sazanda o sazandar (in azero: sazəndə ;  سازنده ; in persiano سازنده‎ ; armeno "սազանդար; anche: sazende, sazande, sazandeh) è uno dei tre musicisti che costituiscono il gruppo musicale che esegue i mugham assieme ad un cantante (khananda). Il termine significa "costruttore" in persiano. Il trio è costituito da tar, kamancheh e daf.

## Storia e sviluppo
Storicamente il termine sazanda si applicava anche a qualsiasi musicista di Anatolia, Caucaso o Iran, che suonava uno strumento popolare.
La tradizione di un trio musicale di sazanda, che suonano gli strumenti di cui sopra, ebbe origine all'inizio del XX secolo. Secondo Jabbar Garyagdioglu, i gruppi mugham dei primi anni del XIX secolo erano composti da tre musicisti che suonavano il tar, il kamancheh e il  balaban. Alla fine del XIX secolo, quest'ultimo fu sostituito dal nagara. Oggigiorno viene utilizzata la tradizionale varietà di tamburello chiamata daf, spesso suonata dagli stessi cantanti.
Oltre che il gruppo, anche gli strumenti hanno subito cambiamenti nella struttura. Il kamancheh è passato dall'avere 2 corde a 3, 4 o addirittura 5. Il celebre sazanda azero, Sadigjan, sviluppò una nuova versione di tar (al giorno d'oggi conosciuta come tar azero o tar del Caucaso) aggiungendo un'altra corda, portando così le corde a 6, e migliorandolo con una serie di nuove funzionalità. Dopo la modifica apportata da Sadigjan, il tar viene suonato tenendolo contro il petto piuttosto che verticalmente poggiato sul ginocchio, durante le esibizioni di mugham.
L'importanza dei sazanda è stata giudicata anche dall'aspetto dei loro strumenti. Alcuni li decorano con metalli preziosi e  gemme. Lo stesso Sadigjan riferì di aver decorato il suo tar con oro e madreperla.